# 哲威王
哲威王（てついおう、または調、? - 紀元前925年）は、第9代箕子朝鮮王。王在位期間は、紀元前943年 - 紀元前925年。諡は哲威王。諱は調。王位は宣恵王（索）が継承。